# Чавоглаве
Чавоглаве су насељено мјесто у општини Ружић, у Далмацији, Република Хрватска.

## Географија
Налазе се на југоисточном ободу Петровог поља, у подножју Свилаје. Између Чавоглава и Мирловић Поља се налази извор Чиколе.

## Историја
До територијалне реорганизације у Хрватској насеље се налазило у саставу бивше велике општине Дрниш.
Током рата у бившој Југославији (1991―1995), село је било под хрватском контролом, на првој линији фронта према Републици Српској Крајини. Познати хрватски пјевач из овог села, Марко Перковић Томпсон, познат по усташким испадима, отпјевао је током рата пјесму „Бојна Чавоглаве“, која је била хит у Хрватској.
Насеље је познато по Томпсоновим концертима и скуповима прославе операције Олуја, на којима посјетиоци носе усташка обиљежја и натписе који величају Независну Државу Хрватску. На дан 5. августа 2011. је подигнуто 13 пријава против особа које су носиле усташка обиљежја.

## Становништво
Према попису из 1991. године, село је имало 285 становника и сви су били Хрвати. Чавоглаве су према попису становништва из 2011. године имале 168 становника.
| Демографија | Демографија | Демографија |
| Година      | Становника  | Становника  |
| ----------- | ----------- | ----------- |
| 1971.       | 507         |             |
| 1981.       | 411         |             |
| 1991.       | 285         |             |
| 2001.       | 199         |             |
| 2011.       |             | 168         |

## Попис 1991.
На попису становништва 1991. године, насељено место Чавоглаве је имало 285 становника, следећег националног састава:
| Попис 1991.‍ | Попис 1991.‍ | Попис 1991.‍ | Попис 1991.‍ | Попис 1991.‍ |
| ----------- | ----------- | ----------- | ----------- | ----------- |
|             |             |             |             |             |
| Хрвати      | Хрвати      |             | 285         | 100%        |
| укупно: 285 |             |             |             |             |